# Franz Adam Bechmann
Franz Adam Bechmann, född 31 juli 1813 i Pommersfelden, Bayern, död 10 maj 1859 i Sankta Eugenia katolska församling, Stockholm, var en bryggmästare. Han var med att starta Tyska Bryggeriet 1843 och en av den förste av en lång rad tyska ölbryggare som arbetade och levde i Sverige.
Franz Bechmanns far, Johann Bechmann, var tunnbindare och sju av bröderna Bechmann gick alla i lära till ölbryggare. Redan 1841–1843 arbetade Franz Bechmann som bryggmästare i ett bayerskt bryggeri (ägt av en broder) i Spandau precis väster om Berlin.
Franz Bechmann värvades i april 1843 av Fredrik Rosenquist till Stockholm. Rosenquist, själv oerfaren av bryggeriyrket, hade beslutat att brygga och sälja bayerskt, underjäst öl i Stockholm som var en nyhet på denna tid. Han reste till Bayern och handplockade Bechmann som verkmästare och driftschef till Tyska Bryggeriet, som var ett av fyra bryggerier som låg vid Tullportsgatan (dagens Östgötagatan) på Södermalm i mitten av 1800-talet. Första uppgiften för Bechmann var ombyggnaden av Rosenquists bryggeri för att det skulle gå att producera bayerskt öl. Rosenquist själv betecknade Bechmann som ”en af Tysklands skickligaste bryggarmästare”.
Franz Bechmann blev så småningom delägare i fabriken och tog helt över ledningen för företaget. Genom intensiv marknadsföring lyckades Rosenquist och Bechmann göra det nya ölet mycket populärt i Stockholm. Tyska Bryggeriet var först med mycket: att göra reklam med flygblad, ha varumärket på flaskkorken, införa nya försäljningskanaler i form av ambulerande bryggarkärror, detaljister och upptagande av beställningar på tidningskontor. Bechmann startade även Sveriges första tivoli: Södra tivolit. Allt detta var nyheter som Bechmann förmodligen tog med sig från Bayern till Sverige.
År 1848 beviljades Franz Bechmann svenskt medborgarskap. I ett rekommendationsbrev från katolske kyrkoherden A. Bernhard sades om honom bland annat: …utmärkt sig genom en stilla och nykter vandel och är bekant för sin skicklighet i yrket han utöfvar, för sin idoghet och flit och en god medborgares alla dygder.
Bechmann var som bayrare troende katolik och 1853 valdes han in som femte medlemmen i katolska församlingens kyrkoråd, där han satt till sin död sex år senare.
I mitten av 1850-talet uppstod dock osämja mellan Franz Bechmann och Fredrik Rosenquist. Bechmann drog sig ur Tyska Bryggeriet och grundade istället ett eget bryggeri vid Stora Badstugatan (nuvarande Sveavägen).  I Bechmanns nya Bayerska Bryggeriet  arbetade även en av hans bröder, Georg Adam Bechmann, som tidigare hade varit anställd som bryggmästare på Neumüllers Bryggeri. I början gick fabriken mycket bra, men redan efter fem år dog Franz Bechmann bara 46 år gammal. Hans änka sålde då Bayerska Bryggeriet till två svenskar som ej var bryggkunniga. Samuel Ebbe Bring framhåller i sitt standardverk Bidrag till Stockholms Bryggeriers historia att "Bechmanns Bayerska Bryggeri har varit av stor betydelse för det underjästa ölets genombrott och utveckling" särskilt då Bechmanns systerson Georg Sellmann och bryggmästaren Fritz Dölling (även han invandrare från Bayern) arbetade här. Vad som hände med Georg Bechmann är okänt, men Fritz Dölling startade så småningom Nürnbergs Bryggeri, Hamburgerbryggeriet och Pilsenerbryggeriet.